# Радиотелецентр РТРС в Республике Тыва
Радиотелевизионный передающий центр Республики Тыва (филиал РТРС «РТПЦ Республики Тыва») — подразделение Российской телевизионной и радиовещательной сети, основной оператор эфирного цифрового телевизионного вещания, аналогового телевизионного вещания и эфирного радиовещания в Республике Тыва.
Филиал обеспечивает 98,9 % населения Республики Тыва 20-ю бесплатными цифровыми эфирными телеканалами: «Первый канал», «Россия-1», «Матч ТВ», НТВ, «Пятый канал», «Россия К», «Россия 24», «Карусель» (телеканал), «Общественное телевидение России», «ТВ Центр», «Рен-ТВ», «Спас», СТС, «Домашний», «ТВ-3», «Пятница», «Звезда», «Мир», ТНТ, «Муз-ТВ» и радиостанциями «Радио России», «Маяк» и «Вести ФМ».
До создания филиалом цифровой эфирной телесети жители большинства населенных пунктов, за исключением Кызыла, могли принимать не более двух-трех телеканалов. Таким образом, в 2008—2018 годах радиотелецентр РТРС Республики Тыва увеличил возможности телесмотрения для жителей Республики Тыва в среднем в 10 раз.
Директор филиала РТРС «РТПЦ Республики Тыва» Надежда Саранина награждена медалью ордена «За заслуги перед отечеством» II степени в соответствии с Указом Президента России.

## История
27 июня 1963 лет - начало строительства телецентра в г. Кызыле (протокол заседания бюро ОК КПСС от 27.06.63 г. № 41).
27 декабря 1962 года начальником Тувинского республиканского управления Минсвязи Приказом № 46 «Об организации радиоцентра в городе Кызыле Тувинской АССР» образован Тувинский радиоцентр как самостоятельное предприятие с подчинением Тувинскому Управлению связи. Задачей радиоцентра было обеспечение населения Республики Тыва радиовещанием и радиосвязью.
В 1964 году началось строительство областного телецентра. 10 июня 1966 года в Кызыле началось регулярное черно-белое телевещание.
1 декабря 1969 года введена в эксплуатацию приёмная станция системы «Орбита». Появилось телевизионное вещание в Кызыле и Шагонаре.
1 ноября 1971 года на базе Тувинского радиоцентра создана Тувинская республиканская радиотелевизионная передающая станция.
1 апреля 1974 года предприятие переименовано в Тувинский республиканский радиотелевизионный передающий центр.
В 1973—1974 годах введена в эксплуатацию радио-релейная линия Кызыл — Кызыл-Мажалык — Ак-Довурак, получили возможность смотреть телевизор жители западных районов республики. Число телезрителей возросло до 80 процентов.
30 декабря 1976 года на оборудовании Р-600 запущена радио-релейная линия Кызыл-Шагонар. Жителям Шагонара стали доступны местные телепрограммы по Центральному телевидению.
В 1977 году введена в строй космическая система «Экран» на стационарных спутниках. Началось создание сети телевизионного вещания в районных центрах республики и круглосуточного вещания Первой программы Центрального телевидения.
В 1986 году радиотелецентр ввел в эксплуатацию космическую приёмную станцию системы «Москва». Расширение сети телевизионного вещания в Кызыле и районных центрах республики позволило жителям принимать вторую телевизионную программу. 22 ноября 1998 года Тувинский республиканский радиотелевизионный передающий центр стал филиалом ВГТРК «Радиотелевизионный передающий центр Республики Тыва» (РТПЦ РТ).
В 2001 году было создано федеральное государственное унитарное предприятие «Российская телевизионная и радиовещательная сеть». 31 декабря 2001 года филиал ВГТРК «Радиотелевизионный передающий центр Республики Тыва» стал филиалом РТРС «РТПЦ Республики Тыва».

## Деятельность
В 2010—2018 годы РТРС создал в Республике Тыва сеть цифрового эфирного телерадиовещания. Строительство цифровой телесети в регионе предусматривалось федеральной целевой программой «Развитие телерадиовещания в Российской Федерации на 2009—2018 годы». Республика Тыва вошла в число первых 12 регионов строительства станций цифрового эфирного вещания первого мультиплекса федеральных телеканалов. Всего было построено 65 передающих станций телесети, из них 62 возводились с нуля.
В декабре 2010 года РТРС начал тестовую трансляцию 10 телеканалов первого мультиплекса в Шагонаре.
В июле 2011 года РТРС начал трансляцию первого мультиплекса в Кызыле.
Осенью 2012 года в Кызыле открылся центр консультационной поддержки телезрителей по вопросам цифрового эфирного телевещания.
15 апреля 2014 года в Кызыле началась тестовая трансляция второго мультиплекса.
В 2014 году РТРС оснастил телебашню в Кызыле архитектурно-художественной подсветкой. Включение подсветки телебашни состоялось одновременно с запуском второго мультиплекса цифрового эфирного телевещания в Туве.
15 августа 2022 года в торжественной обстановке состоялся запуск новой архитектурно-художественной подсветки кызылской телебашни.
В 2015 году филиал завершил строительство сети цифрового эфирного телевидения в Республике Тыва. Цифровое эфирное телевидение стало доступно 98,9 % жителей республики.
1 сентября 2017 года в Республике Тыва дан старт региональному цифровому вещанию. Региональные программы ГТРК «Тыва» доступны на каналах первого мультиплекса «Россия 1», «Россия 24» и «Радио России». Жители отдаленных районов республики впервые получили возможность смотреть региональный телевизионный канал.
В декабре 2018 года в Республике Тыва начали работу все передатчики второго мультиплекса.
29 ноября 2018 года Правительственная комиссия по развитию телерадиовещания утвердила План отключения аналогового телевидения в России Республика Тыва вместе с 35 другими регионами вошла в третий этап отключения аналогового вещания.
Во время перехода с аналогового на цифровое эфирное телевещание в Республике Тыва была подготовлена команда волонтеров, которые прошли инструктаж в радиотелецентре РТРС Республики Тыва. Более 300 волонтеров помогали пожилым телезрителям с подключением оборудования на дому.
3 июня 2019 года республика отключила аналоговый сигнал федеральных телеканалов и полностью перешла на цифровое телевидение. Аналоговый сигнал был отключен. Жителям республики доступны 20 цифровых телеканалов двух мультиплексов и три радиостанции.
29 ноября 2019 года РТРС начал цифровую трансляцию программ еще одного регионального канала «Тува 24» в сетке вещания телеканала ОТР. Информационные блоки о новостях Республики Тыва выходят на ОТР два раза в день — утром и вечером, каждый продолжительностью два часа.
В 2019 году филиал Российской телевизионной и радиовещательной сети «РТПЦ Республики Тыва» совместно с ВГТРК модернизировал радиосеть в Республике Тыва. Начата FM-трансляция радиостанции «Вести ФМ» на частоте 107,5 Мгц для жителей Кызыла, FM-трансляция «Радио России» в городе Шагонаре Улуг-Хемского района на частоте 102,2 Мгц, Туране Пий-Хемского района на частоте 103,6 МГц и селе Шекпээр Барун-Хемчикского района на частоте 102,1 Мгц.

## Организация вещания
РТРС транслирует в Республике Тыва:
- 20 телеканалов и три радиостанции в цифровом формате;
- семь телеканалов и две радиостанции в аналоговом формате[47]

Инфраструктура эфирного телерадиовещания филиала РТРС в Республике Тыва включает:
- республиканский радиотелецентр;
- четыре производственных подразделения;
- центр формирования мультиплексов;
- 133 передающие станции;
- 80 антенно-мачтовые сооружения;
- 65 приемных земных спутниковых станций[48].

## Награды
20 действующих сотрудников в штате филиала отмечены почётными званиями, ведомственными наградами, благодарностями и почётными грамотами. Двое имеют нагрудный знак «Почетный радист».
Директор филиала Надежда Саранина и ведущий инженер цеха Кызыл награждены медалью ордена «За заслуги перед Отечеством» II степени указом Президента Российской Федерации.